# Робинсон, Хэрриет Хэнсон
Харриет Джейн Хэнсон Робинсон (англ. Harriet Jane Hanson Robinson; 8 февраля 1825, Бостон, США — 22 декабря 1911, Молден, США) — американская писательница и поэтесса, сыгравшая важную роль в истории женского избирательного права США.

## Биография

### Детство
Харриет была дочерью Харриет Браун Хэнсон и Уильяма Хэнсона, плотника. Оба родителя происходили из ранних английских переселенцев, но без выдающихся предков. Её старшим братом был священник и историк Джон Уэсли Хэнсон (1823—1901), и у неё было двое выживших младших братьев — Бенджамин и Уильям. Отец Харриет умер, когда ей было шесть, оставив вдову содержать четверых детей.
Мать была полна решимости сохранить семью вопреки всем трудностям. В своей автобиографии Харриет вспоминала, что когда сосед предложил матери удочерить девочку, чтобы в семье было хоть на один голодный рот меньше, мать отказалась, заявив: «Пока мне хватает провизии, чтобы есть хотя бы раз в день, я не разлучусь с детьми». Девочке тогда крепко запомнился этот эпизод из-за слова «провизия» (victuals), употреблённого матерью.

### В сборниках
- Davis, David Brion. Antebellum American Culture: An Interpretive Anthology. — Penn State University Press, 1979. — P. 121–123. — ISBN 9780271016467.
- Hanson Robinson, Harriet. Names and Noms de Plume of the Writers in The Lowell Offering (1902) // Women and Children of the Mills: An Anotated Guide to Nineteenth-Century American Textile Factory Literature. — Westport, CT : Greenwood Press, 1999. — P. 299.